# 韦尔希农村居民点
韦尔希农村居民点（俄语：Верховское сельское поселение）是俄罗斯联邦布良斯克州佳季科沃区所属的一个农村居民点。其下辖有5个居民点，行政中心为韦尔希。据2015年统计，该农村居民点的人口为284人。